# Unheilig
Unheilig est un groupe multi-genres allemand, originaire d'Aix-la-Chapelle, en Rhénanie-du-Nord-Westphalie. Formé en 1999, il se centre autour du chanteur Der Graf (littéralement « le comte »). Le style musical du groupe oscille entre le rock électronique, l'electropop et la Neue Deutsche Härte.
Après s'être fait une réputation sur la scène gothique allemande, ce qui s'est traduit par une participation fréquente aux festivals tels que le M'era Luna ou l'Amphi Festival, où il a pu jouer devant 25 000 fans, le groupe vise désormais un plus grand public, ce qu'a confirmé une treizième place obtenue dans les Media Control Charts en Allemagne avec l'album studio Puppenspiel (2008).  Le groupe joue ainsi aujourd'hui un rôle important d'ambassadeur de la Schwarze Szene allemande (littéralement, la « scène noire », appelée dark culture dans les pays anglophones).
Le groupe est aussi connu pour ses nombreuses rencontres organisées avec les fans (notamment au sein de l'organisation Unheilig and Friends) et le fait qu'il donne des autographes pendant de longues heures après chaque concert, en laissant souvent passer des enfants et des handicapés en premier.

## Biographie

### Première décennie (1999–2009)

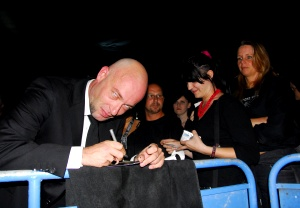
Der Graf en séance d'autographes en 2007.

Le premier album du groupe, Phosphor (2001), comporte des titres en allemand et en anglais, mais sur tous les albums ultérieurs, le groupe se limite à l'allemand. Leur album Zelluloid est publié le 23 février 2004, et le tourne en parallèle au Terminal Choice. Unheilig joue d'autres concerts en 2004. 
Un album live, Gastspiel, est publié le 31 janvier 2005. Six semaines avant la sortie de leur DVD Kopfkino, un clip intitulé Freiheit est diffusé sur VIVA TV. L'album Moderne Zeiten est publié le 20 janvier 2006. En 2007, le groupe joue à quelques festivals comme le Wacken Open Air, l'Amphi Festival et le Burgrock Altena festival. En 2008, Unheilig publie l'album Puppenspiel qui atteint la 13e place des Media Control Charts. La même année, ils jouent au (M'era Luna, Zita-Rock, Wave-Gotik-Treffen et Castle Rock. Plus tard, le groupe publie un deuxième DVD intitulé Vorhang auf.
En 2009, le groupe joue à l'Amphi Festival, au Summer Breeze Open Air et au Rockharz Open Air.
Le 3 juillet 2009, les albums Phosphor, Frohes Fest, Das 2. Gebot, Zelluloid et Moderne Zeiten sont réédités et remasterisés.

### Große FreiheitetLichter der Stadt(2010–2013)
L'album Grosse Freiheit (2010) atteint sensationnellement la première place dans les Media Control Charts, après que le single Geboren um zu leben eut déjà été classé à la troisième place dans ces mêmes charts. Le deuxième single Für immer, publié au mois de mai, débute à la vingtième place et progresse ensuite jusqu'à la dix-septième place. Le troisième single est Unter deiner Flagge avec lequel le groupe remporte le 1er octobre 2010 le Bundesvision Song Contest, une alternative allemande au Eurovision Song Contest, où chaque Land allemand envoie un groupe pour le représenter. Une semaine plus tard, ce troisième single débute à la treizième place des Media Control Charts et atteint la neuvième position, la semaine suivante.
Le 11 juin 2010, le groupe avait déjà publié son nouvel album live Grosse Freiheit live en plusieurs éditions (double DVD, double CD, CD simple et version limitée avec livret, double CD et double DVD). L'album Grosse Freiheit reste déjà au total pendant 17 semaines à la tête des Media Control Charts et est le premier album germanophone à avoir réussi cela. Seul l'album anglophone We Can't Dance de Genesis avait encore plus dominé les classements avec 24 semaines à la tête du classement en 1991.
Le 19 novembre 2010 sortent simultanément le single Winter (le titre et la pochette initiaux ont dû être modifiés après la sortie, en raison d'un problème de droits) ainsi qu'une nouvelle mouture de Grosse Freiheit appelée Winteredition et contenant deux CD dont le Winter EP. C'est également en novembre que démarre le Jubiläumstour (tournée anniversaire pour les 10 ans du groupe). Le single de Winter atteint la quatrième place des hitlists allemandes et souligne le succès énorme du groupe en 2010. En novembre sort également la compilation Zeitreise (en français Voyage dans le temps) qui contient en tout quatorze remix et versions alternatives de plusieurs chansons d'Unheilig.
Le 25 mars 2011, Unheilig est nommé pour cinq ECHO Awards (catégorie meilleure vidéo internationale pour Geboren um zu leben, ECHO Radio, meilleure équipe de production, meilleur groupe alternatif/rock international et album de l'année pour Große Freiheit), et en remporte trois. Le 16 février 2011, Unheilig annonce un huitième album, Lichter der Stadt, un album-concept. Le 2 décembre, le groupe annonce le premier single extrait de Lichter der Stadt, intitulé So wie du warst, pour le 24 février 2012, et l'album pour le 16 mars 2012. Le second single, Lichter der Stadt, est publié le 30 mars 2012.
Le troisième single, Wie wir waren, est publié le 31 août 2012. Unheilig publiera Lichter Der Stadt: Winter Edition le 23 novembre 2012. Le 18 janvier 2013, Unheilig publie une autobiographie 7 CD intitulée Als Musik meine Sprache wurde.

### Continuité (depuis 2014)

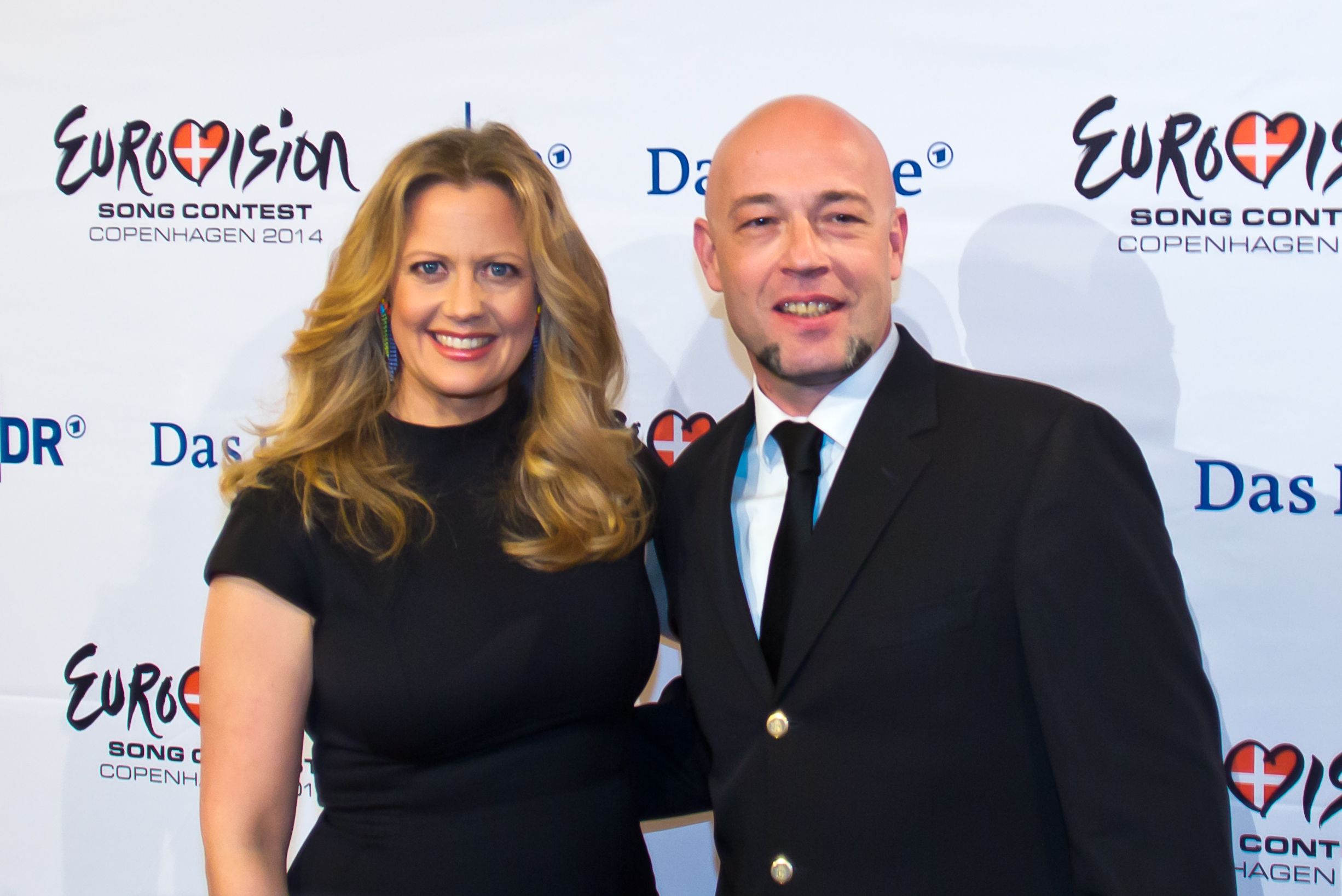
Der Graf et Barbara Schöneberger au Unser Song für Dänemark de 2014.

Le 13 mars 2014, Unheilig chante Als wär’s das erste Mal et Wir sind alle wie eins au Vorentscheid zum Eurovision Song Contest, où le groupe termine deuxième après Elaiza et sa chanson Is It Right. Le groupe publie ensuite un best-of intitulé Alles hat seine Zeit – Best of Unheilig 1999–2014 Le 5 octobre 2014, Der Graf annonce aux fans la sortie de l'album Gipfelstürmer pour décembre 2014. L'album sort donc le 12 décembre et atteint la première place des Media Control Charts en Allemagne, et la deuxième place des classements en Suisse.
Le 19 juin 2015 sort l'album live Gipfelstürmer Live, qui documente leur tournée Zeit zu gehen. Il suit le 11 décembre 2015 d'un autre album live intitulé MTV Unplugged: Unter Dampf – Ohne Strom. Le groupe est nommé pour un Echo Award dans la catégorie « meilleur groupe pop national » en 2016. Le 2 août 2016, Unheilig annonce son dernier album, Von Mensch Zu Mensch, pour le 4 novembre 2016. Le premier single, la chanson-titre de l'album est publiée le 2 août. Le deuxième single Ich würd' dich gern Besuchen est publié le 9 septembre, et le troisième single, Mein Leben ist die Freiheit est publié le 7 octobre. En septembre 2016, ils jouent leur titre Ein letztes Mal.
En octobre 2014, Der Graf annonce dans une lettre ouverte la fin de sa collaboration au projet Unheilig. Il participe toutefois à la tournée Ein letztes Mal de l'année 2016.
Durant l'année 2018, le groupe effectue une tournée en Allemagne avec le chanteur et artiste The Dark Tenor (de).

## Style musical
Unheilig mêle plusieurs genres musicaux, adoptant initialement le genre Neue Deutsche Härte un terme, selon eux, « trop martiale ». Après la sortie de Große Freiheit; Unheilig se revendique schlager,.
Les morceaux d'Unheilig sont souvent basés sur une rythmique électronique qui invite à danser (entre autres Ich will leben ou Maschine). Cette base est enrichie par des mélodies de piano ou de claviers sur les ballades (entre autres Astronaut, Mein Stern ou Sei mein Licht), ou par des guitares électroniques sur des chansons plus métalliques (entre autres Kleine Puppe ou Spielzeugmann). Les textes des chansons parlent souvent des sentiments profonds et sont souvent basés sur des événements vécus par le chanteur (entre autres Sieh in mein Gesicht, Spiegelbild ou An deiner Seite). D'autres chansons sont philosophiques et sociocritiques (entre autres Sage ja! et Freiheit). Une exception est l'album Frohes Fest, où l'artiste interprète surtout des versions retravaillées et réarrangées de chants de Noël.

## Membres
- « Der Graf » - chant, compositions et textes, programmations, arrangements
- Henning Verlage - programmation, production, claviers
- Christoph « Licky » Termühlen - guitare
- Martin « Potti » Potthoff - batterie (seulement durant les concerts)

## Discographie

### Albums studio
- 2000 : Phosphor
- 2002 : Frohes Fest
- 2003 : Das 2. Gebot
- 2004 : Zelluloid
- 2006 : Moderne Zeiten
- 2008 : Puppenspiel
- 2010 : Grosse Freiheit
- 2012 : Lichter der Stadt
- 2014 : Gipfelstürmer
- 2016 : Von Mensch Zu Mensch

### Albums live
- 2005 : Gastspiel / Kopfkino
- 2008 : Puppenspiel Live - Vorhang auf!
- 2010 : Grosse Freiheit Live
- 2015 : Gipfelstürmer Live
- 2015 : MTV Unplugged Unter Dampf - Ohne Strom

### EPs
- 2002 : Tannenbaum
- 2003 : Schutzengel
- 2004 : Freiheit
- 2006 : Astronaut
- 2008 : Spiegelbild (limité à 3 333 exemplaires)
- 2010 : Winterland Special
- 2010 : Zeitreise (en concert seulement)
- 2012 : Lichtblicke

### Splits et compilations
- 2008 : Schattenspiel (split)
- 2010 : Zeitreise (compilation)
- 2012 : Lichtblicke (compilation)

### Singles
- Sage ja! (2000)
- Komm zu mir (2001)
- Maschine (2003)
- Ich will leben (2006)
- An deiner Seite (2008)
- Spiegelbild (2008)
- Geboren um zu leben (2010)
- Für immer (2010)
- Unter deiner Flagge (2010)
- Winter (anciennement Winterland) (2010)
- So wie du warst (2012)
- Lichter der Stadt (2012)